# Teodozij
Teodozij [teodózij] (starogrško Θεοδόσιος, latinizirano: Theodósios), starogrški matematik in astronom, * okoli 160 pr. n. št., Pitana (Pitane), antična pokrajina Bitinija, Anatolija, † okoli 100 pr. n. št.

## Življenje in delo
Teodozij je živel okoli leta 100 pr. n. št. Njegovo delo Sfera (Sphaerica) je popoln prikaz sferne geometrije, ki je služil kot priročnik kasnejšim matematikom in je dal matematično osnovo za delo v astronomiji. Skupaj z dvema astronomskima deloma (O dolžini dneva in noči ter O položaju zvezd) je bil uvrščen v zbirko Mala astronomija in preveden v 9. stoletju v arabščino in v 12. stoletju v latinščino. Domnevajo tudi, da je besedilo napisal že Evdoks. Delo ne vsebuje trigonometrije, čeprav jo je poznal že Hiparh.
Teodozij je pisal o Arhimedovem delu. Iznašel naj bi tudi prenosno sončno uro.